# 貝勒
貝勒（ベイレ、ばいろく、満洲語：ᠪᡝᡳ᠌ᠯᡝ、転写：beile）は、清が皇族・モンゴル王公の大部分、チベット・回疆の一部貴族に授与した爵位の1つ。十等級の中で親王（チンワン）・郡王（ジュンワン）に次ぎ、貝子（ベイス）より上となる序列三番目の爵位。
元来は満洲語で「領主」や「王」、「首長」の意味であり、ヌルハチもハンとなる前はスレ・ベイレ（聡明な王）と呼ばれていたという。ヌルハチが後金を建国したその前後に各地の大小のアムバン・ベイレを家臣団に編入し八旗を編成するとともに皇族の中でも有力者にベイレの号を下賜し八旗を率いる者の称号となった。
また、皇族の爵位の中にドロイベイレ（満洲語：ᡩᠣᡵᠣᡳ
ᠪᡝᡳ᠌ᠯᡝ、転写：doroi beile、多羅貝勒）（上から三番目の爵位）の爵位が存在し、ベイレはその略称としても用いられた。この爵位を持った有名な人物としては康熙帝の皇四子の雍正帝が挙げられ、皇子時代に旗王に封ぜられた際に与えられていた。
しかし通常、清の爵位は鉄帽子王とも言われる親王家以外は一代ずつ爵位が下がるのが一般的なので、ベイレの爵位を下賜された人物はその跡継ぎはよほどの功績が無い限り一つ下のとなり、代々ベイレの爵位を名乗ることはなかった。
爵位第一位のホショイ・チン・ワン（hošoi cin wang、和碩親王)も当初はホショイ・ベイレ（hošoi beile)とされていたが、崇徳元年に爵位を制定した際に漢語の「親王」の称号を導入したため、ベイレの称号を用いる爵位はドロイ・ベイレのみとなった。
外藩として清を共同統治していたモンゴル王公に対する称号・爵位としても用いられた。1911年の辛亥革命によって清が滅亡した後も、ボグド・ハーン、ダライ・ラマなどが授与する称号としてさらに後代まで存続した。

## 語義の変遷
清代の「貝勒beile」の語は金代に「部長」の意を表した女真語「勃菫bogin」(孛菫とも) に由来するとされ、さらに「bogin」の語は「皇子」の意を表す蒙古語「köbegün」と関係があるとされる。「bogin」はその後、国家の尊官の意を表す「勃極烈bogile」に変化し、それがさらに尊称としての「beile」転訛した。

## 文献
- 『一橋論叢』14 (2) 1944, 中山 八郎「清初ヌルハチ王國の統治機構」

| サブスタブ | この項目は、まだ閲覧者の調べものの参照としては役立たない、書きかけの項目です。この項目を加筆・訂正などしてくださる協力者を求めています。このテンプレートは分野別のサブスタブテンプレートやスタブテンプレート（Wikipedia:分野別のスタブテンプレート参照）に変更することが望まれています。 |